# ورزشگاه اوئیتا

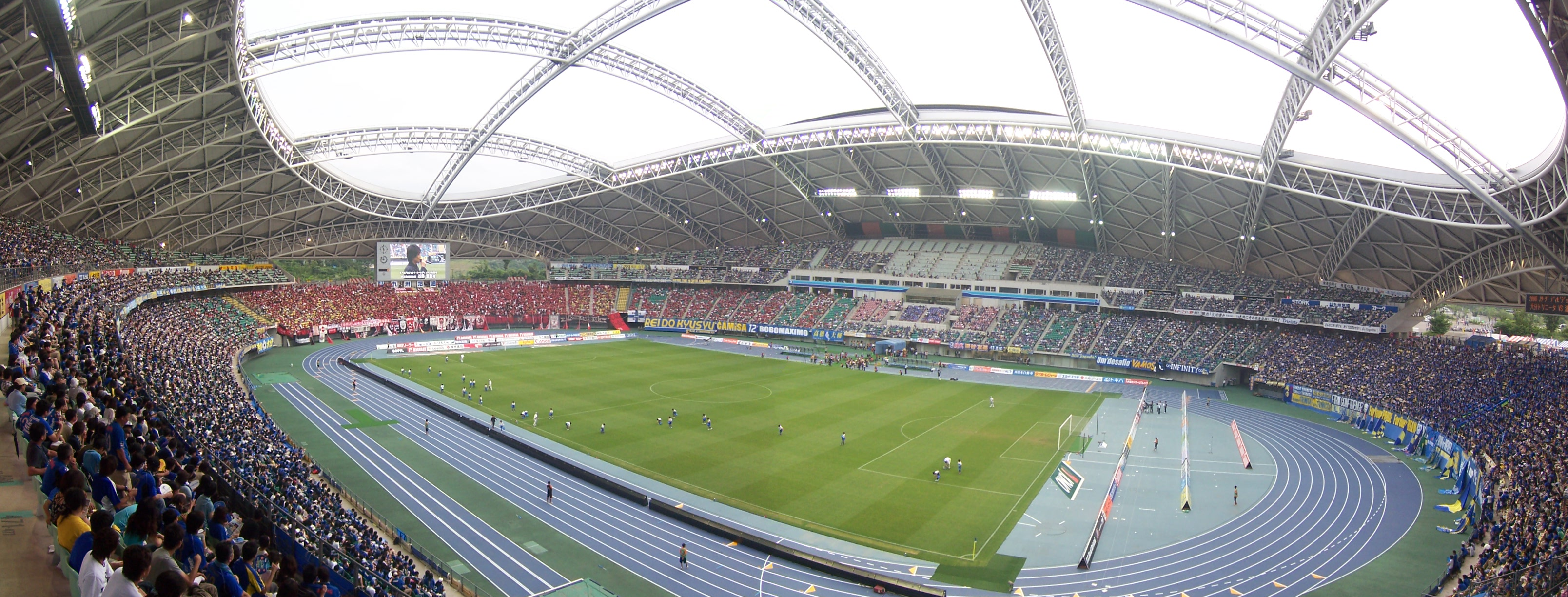
ورزشگاه با سقف باز

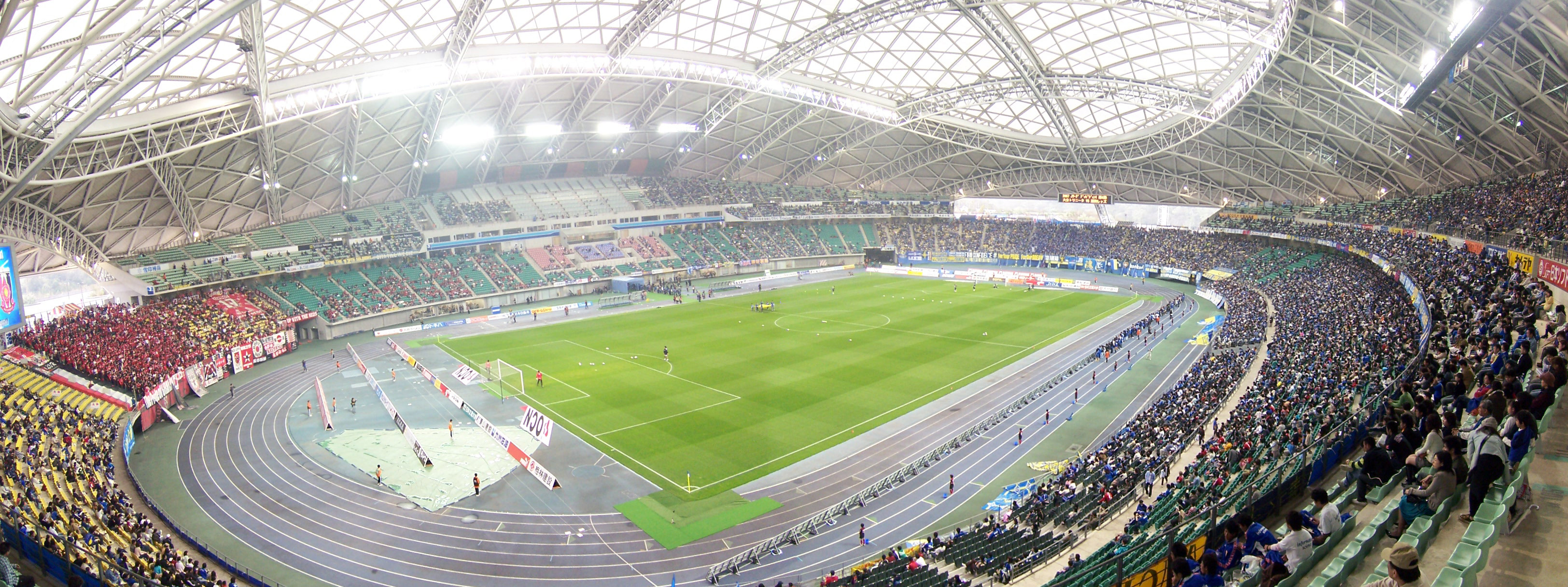
ورزشگاه با سقف بسته

ورزشگاه اوئیتا، یک ورزشگاه چند منظوره در شهر اوئیتا، استان اوئیتا، جزیره کیوشو، ژاپن.
ورزشگاه در حال حاضر به نام بانک گنبد اوئیتا (大分銀行ドーム)، یا دیاگین گنبد (大銀ドーム)

این ورزشگاه میزبان بازی های خانگی باشگاه اوئیتا ترینیتا در رقابت های جی لیگ ۲ است. گنجایش این ورزشگاه ۴۰٬۰۰۰ هزار نفراست.

## جام جهانی ۲۰۰۲
ورزشگاه اوئیتا یکی از مکانهای برگزاری بازی های جام جهانی ۲۰۰۲ بود. و مسابقات زیر را برگزار کرده
| تاریخ        | تیم ۱   | نتیجه | تیم ۲ | رقابت    |
| ------------ | ------- | ----- | ----- | -------- |
| ۱۰ ژوئن ۲۰۰۲ | تونس    | ۱-۱   | بلژیک | (گروه H) |
| ۱۳ ژوئن ۲۰۰۲ | ایتالیا | ۱-۱   | مکزیک | (گروه G) |
| ۱۶ ژوئن ۲۰۰۲ | سوئد    | ۲-۱   | سنگال | یک هشتم  |

## ویژگی ها
ورزشگاه اوئیتا تا سقف قابل جمع شدن با سیستم سقف رانده شده توسط سیستم کشش مفتول.

از دیگر امکانات ورزشگاه :
- ساختمان مساحت : ۵۱،۸۳۰ متر۲
- مساحت تعداد طبقات : ۹۲،۸۸۲ متر۲
- تحت پوشش مساحت : ۲۹،۰۰۰ متر۲
- پایه تمایل : بیشتر ۳۳ درجه زاویه

## تصاویر

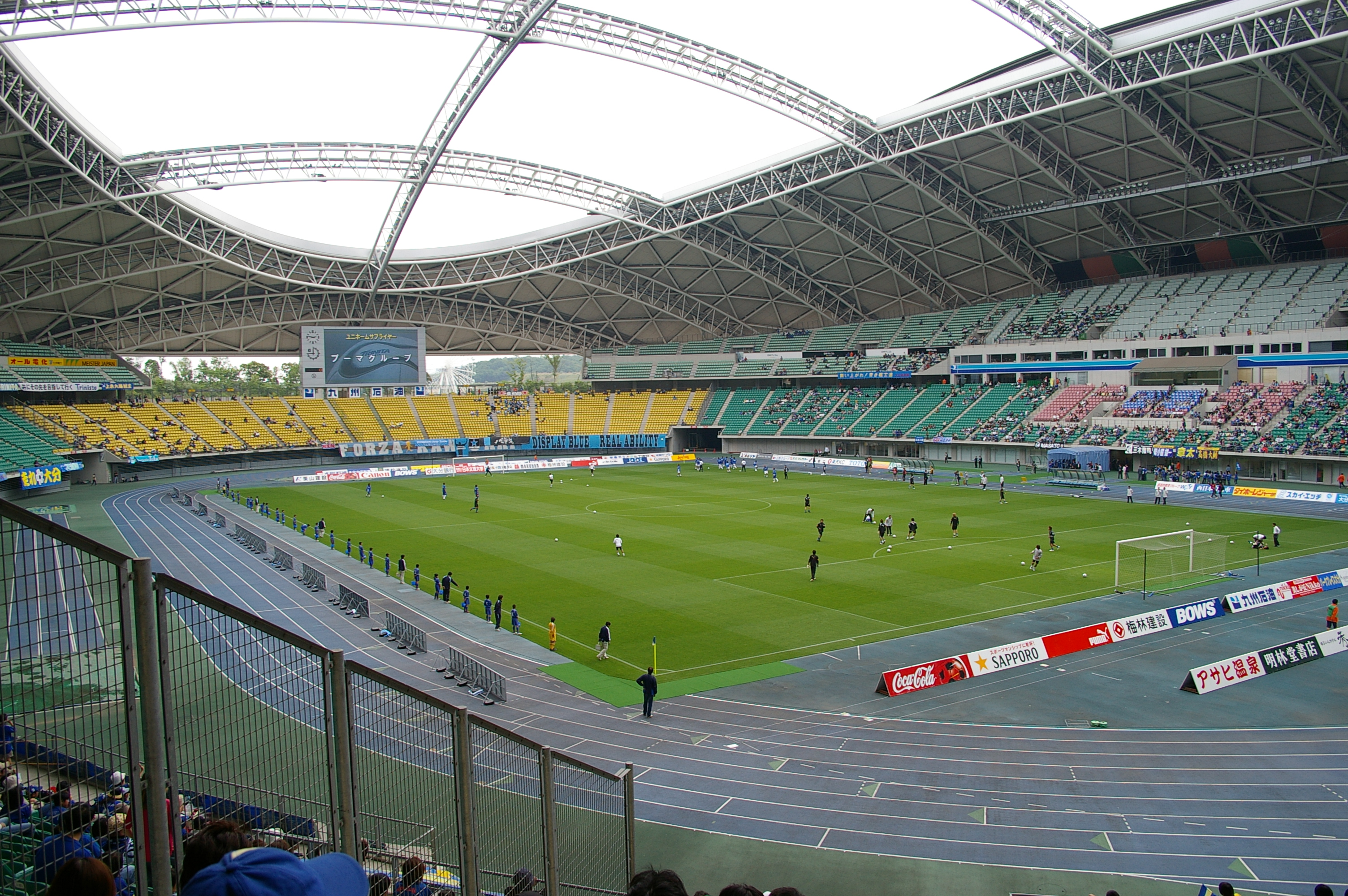
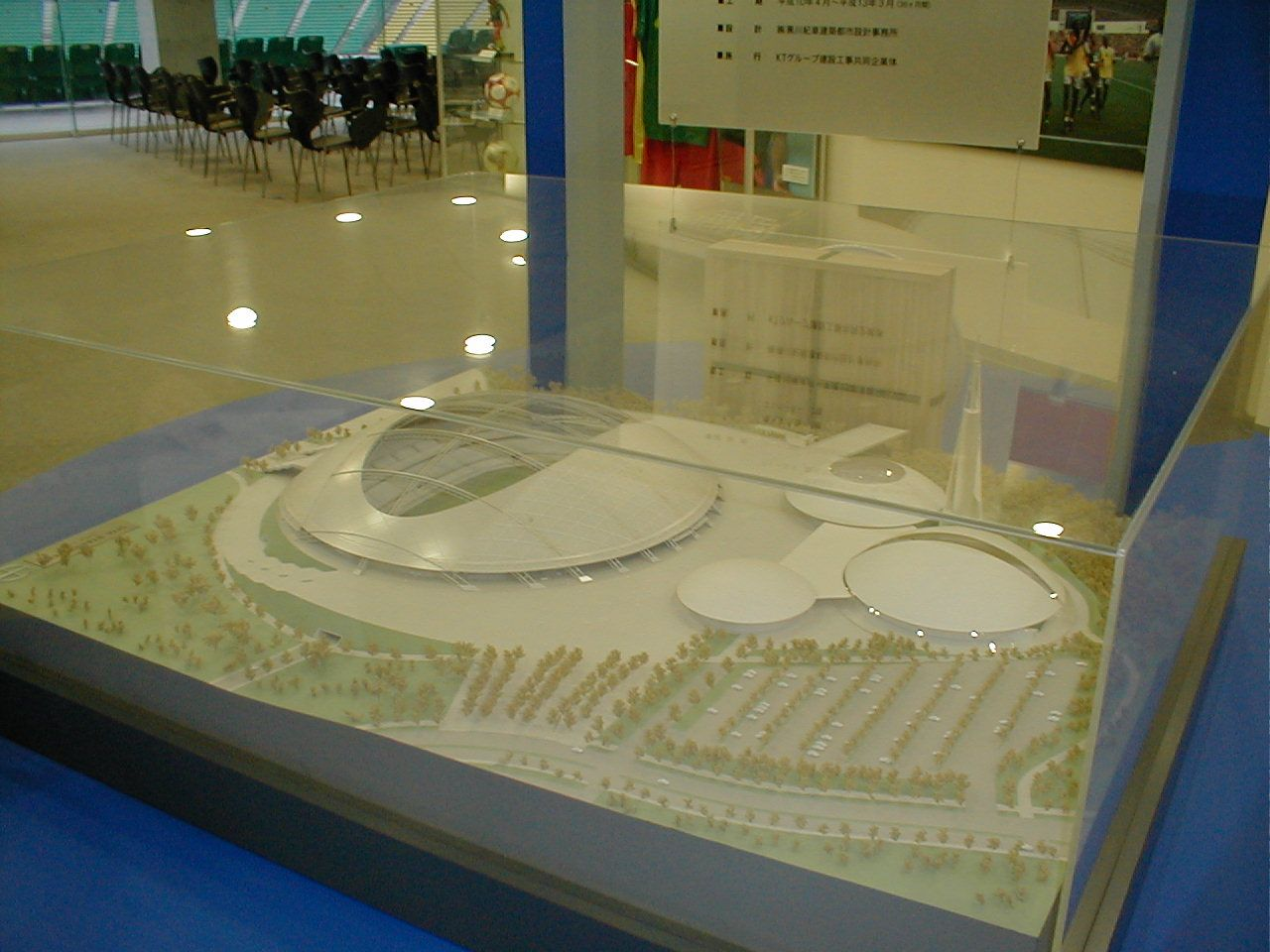
ماکت ورزشگاه
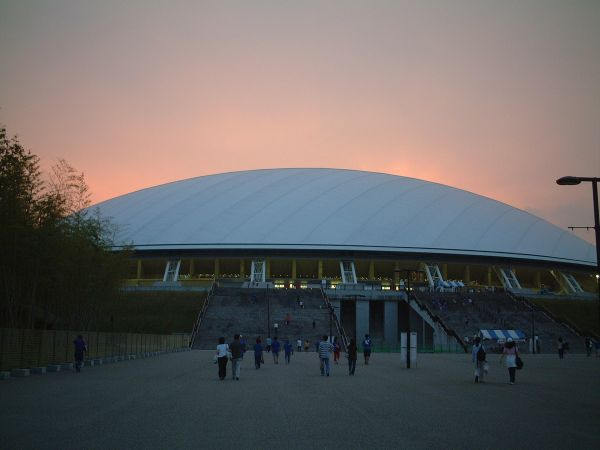
نما دور ورزشگاه